# Plaça Major de l'Estrada
La Plaça Major és una plaça pública de l'Estrada, al municipi d'Agullana (Alt Empordà). El conjunt arquitectònic format pels números 3, 4, 5 i 6 de la plaça Major forma part de l'Inventari del Patrimoni Arquitectònic de Catalunya. Està situat a llevant del nucli urbà de la població d'Agullana, al bell mig de l'entramat urbà del veïnat de l'Estrada, al costat de l'església de Santa Maria d'Agullana.

## Conjunt inventariat
Es tracta d'habitatges entre mitgeres de planta rectangular, amb les cobertes de teula de dos vessants i distribuïts en planta baixa i pis, exceptuant el número 3 que presenta una segona planta. Presenten les obertures rectangulars, en general emmarcades amb carreus de pedra i amb les llindes planes, tot i que també n'hi ha amb els emmarcaments bastits en maons. Als pisos, damunt dels portals d'accés principals, hi ha petits balcons amb baranes de ferro i llosanes poc treballades. El número 6 compta amb una finestra balconera en lloc de balcó. Les façanes estan rematades amb ràfecs de teula. Les construccions, actualment rehabilitades, són bastides en pedra sense treballar disposada en filades irregulars i lligada amb morter de calç. A les cantonades hi ha pedra ben desbastada.